# چاه واگذاری شماره ۵
چاه واگذاری شماره ۵ یک منطقهٔ مسکونی در ایران است که در دهستان ریزآب واقع شده‌است. چاه واگذاری شماره ۵ ۸۶ نفر جمعیت دارد.